# A Division 1947-1948 (Irlanda)
La stagione 1947-1948 è stata la ventisettesima edizione della League of Ireland, massimo livello professionistico del calcio irlandese.

## Classifica finale
|  |    | Classifica finale 1947-1948 | Pt | G  | V | N | P | GF | GS | DR  |
|  | -- | --------------------------- | -- | -- | - | - | - | -- | -- | --- |
|  | 1. | Drumcondra                  | 18 | 14 | 7 | 4 | 3 | 29 | 22 | +7  |
|  | 2. | Dundalk                     | 17 | 14 | 6 | 5 | 3 | 21 | 14 | +7  |
|  | 3. | Shelbourne                  | 17 | 14 | 7 | 3 | 4 | 30 | 24 | +6  |
|  | 4. | Shamrock Rovers             | 14 | 14 | 4 | 6 | 4 | 26 | 24 | +2  |
|  | 5. | Limerick                    | 13 | 14 | 5 | 3 | 6 | 22 | 27 | -5  |
|  | 6. | Cork Utd                    | 12 | 14 | 3 | 6 | 5 | 29 | 30 | -1  |
|  | 7. | Waterford                   | 11 | 14 | 2 | 5 | 7 | 18 | 24 | -6  |
|  | 8. | Bohemians                   | 10 | 14 | 4 | 2 | 8 | 19 | 29 | -10 |

### Verdetti
- Drumcondra campione d'Irlanda 1947-1948.

## Statistiche

### Squadre
- Maggior numero di vittorie:  Drumcondra e  Shelbourne (7)
- Minor numero di sconfitte:  Drumcondra e  Dundalk (3)
- Migliore attacco:  Shelbourne (30 gol fatti)
- Miglior difesa:  Dundalk (14 gol subìti)
- Miglior differenza reti:  Drumcondra e  Dundalk (+7)
- Maggior numero di pareggi:  Shamrock Rovers e  Cork Utd (6)
- Minor numero di pareggi:  Bohemians (2)
- Maggior numero di sconfitte:  Bohemians (8)
- Minor numero di vittorie:  Waterford (2)
- Peggiore attacco:  Waterford (18 gol fatti)
- Peggior difesa:  Cork Utd (30 gol subìti)
- Peggior differenza reti:  Bohemians (-10)

### Capocannoniere
|  | Gol | Marcatore     | Squadra  |
|  | --- | ------------- | -------- |
|  | 13  | Sean McCarthy | Cork Utd |